# Bonplandia
Bonplandia é um género botânico pertencente à família Polemoniaceae.
1. ↑  «Bonplandia — World Flora Online». www.worldfloraonline.org. Consultado em 19 de agosto de 2020